# From Afar (Vance Joy)
From Afar è un singolo del cantautore australiano Vance Joy, pubblicato il 21 gennaio 2013 come primo estratto dal primo EP God Loves You When You're Dancing e dal primo album in studio Dream Your Life Away.

## Tracce
Testi e musiche di Vance Joy.
1. From Afar – 4:24

## Formazione
Musicisti
- Vance Joy – voce, chitarra acustica
- Edwin White – batteria, percussioni

Produzione
- John Castle – produzione, ingegneria del suono, missaggio
- Vance Joy – produzione aggiuntiva
- Edwin White – produzione aggiuntiva
- Steve Smart – mastering